# Siqqu
Le siqqu est un condiment de la cuisine mésopotamienne, à base de poisson fermenté. Les historiens le considèrent proche du garum romain.
Son existence est attestée dans les recettes figurant sur un lot de trois tablettes cunéiformes entreposées à l'université de Yale, lot daté d'environ 1 700 av. J.-C..